# أندرسون كوستا
أندرسون كوستا (بالبرتغالية: Anderson Costa‏) (13 مارس 1984 ريو دي جانيرو البرازيل - ) هو لاعب كرة قدم برازيلي يلعب كمهاجم.

## روابط خارجية
- أندرسون كوستا على موقع الاتحاد الدولي (مؤرشف)  (الإنجليزية)
- أندرسون كوستا على موقع قاعدة بيانات كرة القدم.إي يو (الإنجليزية)
- أندرسون كوستا على موقع Soccerway.com (الإنجليزية)